# Teklinówka
Teklinówka (ukr. Теклинівка) – wieś na Ukrainie w rejonie lipowieckim, obwodu winnickiego.